# NGC 1259
NGC 1259 è una galassia lenticolare situata nella costellazione del Perseo. Possiede una declinazione di +41° 23' 08" e un'ascensione retta di 3 ore, 17 minuti e 17,3 secondi.
NGC 1259 fu scoperta il 21 ottobre 1884 da Guillaume Bigourdan.